# Eduard Eranosjan
Eduard Eranosjan (ur. 8 lutego 1961, w Płowdiwie, Bułgaria) – bułgarski piłkarz ormiańskiego pochodzenia, grający na pozycji napastnika, trener piłkarski.

## Kariera piłkarska

### Kariera klubowa
Karierę piłkarską rozpoczął w klubie Łokomotiw Płowdiw. W sezonie 1983–1984 zdobył koronę króla strzelców bułgarskiej ekstraklasy. Był zawodnikiem także klubów greckiego Apollon Kalamaria i portugalskich - Vitória SC, Leixões S.C. i Boavista FC.

## Kariera trenerska
Pracę trenerską rozpoczął w Łokomotiwie w 2001 roku, kiedy drużyna występowała w bułgarskiej Grupie B (wcześniej pracował w sztabie szkoleniowym Leixões S.C.). Po roku odszedł do Dobrudży Dobricz, ale już po kilku miesiącach po kłótni z prezesem złożył dymisję. Pod koniec sezonu 2002–2003 ponownie przyjął ofertę szefów Łokomotiwu. Na finiszu rozgrywek 2003–2004 drużyna prowadzona przez Eranosjana zdobyła pierwsze w historii mistrzostwo Bułgarii oraz Superpuchar kraju. W październiku 2005 roku został niespodziewanie zwolniony.
Do ekstraklasy bułgarskiej powrócił w marcu 2007 roku, kiedy zmienił Iliana Iliewa na stanowisku trenera Beroe Starej Zagory. Jednak pięć miesięcy później, na tydzień przed rozpoczęciem nowego sezonu, otrzymał wymówienie. Potem trenował cypryjskie zespoły APOP Kinyras Peyias i Enosis Neon Paralimni.

## Sukcesy szkoleniowe
- mistrzostwo Bułgarii 2004 i Superpuchar Bułgarii 2004 z Łokomotiwem Płowdiw
- najlepszy trener sezonu 2003–2004 w lidze bułgarskiej